# Pristimantis eriphus
Pristimantis eriphus är en groddjursart som först beskrevs av Lynch och William Edward Duellman 1980.  Pristimantis eriphus ingår i släktet Pristimantis och familjen Strabomantidae. IUCN kategoriserar arten globalt som sårbar. Inga underarter finns listade i Catalogue of Life.